# Ведерники (Марий Эл)
 Ведерники  — деревня в Мари-Турекском районе Республики Марий Эл. Входит в состав Марийского сельского поселения.

## География
Находится в восточной части республики Марий Эл на расстоянии приблизительно 31 км по прямой на юго-восток от районного центра посёлка Мари-Турек.

## История
Известна с 1859 года как деревня казённая Ведерники (Ступята) при речке Сардинке с 12 дворами и 87 жителями. В 1923 году в деревне было 42 двора, проживало 198 человек. Со второй половины 1930-х годов в деревню начали подселяться татары. В 1960-е года из-за отнесения деревни к неперспективным, русское население начало разъезжаться. В советское время работали колхозы «Красный кустарь», «Крестьянин», «Коммунар», совхозы им. Кирова и «За мир».

## Население
Население составляло 113 человек (татары 96 %) в 2002 году, 103 в 2010.